# Ptychatractus
Ptychatractus är ett släkte av snäckor. Ptychatractus ingår i familjen Turbinellidae.
Kladogram enligt Catalogue of Life:
| Ptychatractus | \| \| Ptychatractus ligatus \| \| \| \| \| \| Ptychatractus occidentalis \| \| \| \| |
|               | \| \| Ptychatractus ligatus \| \| \| \| \| \| Ptychatractus occidentalis \| \| \| \| |
|               | Ceratoxancus                                                                         |
|               |                                                                                      |
|               | Coluzea                                                                              |
|               |                                                                                      |
|               | Egestas                                                                              |
|               |                                                                                      |
|               | Exilioidea                                                                           |
|               |                                                                                      |
|               | Fulgurofusus                                                                         |
|               |                                                                                      |
|               | Metzgeria                                                                            |
|               |                                                                                      |
|               | Turbinella                                                                           |
|               |                                                                                      |
|               | Vasum                                                                                |
|               |                                                                                      |
|               | Ptychatractus ligatus                                                                |
|               |                                                                                      |
|               | Ptychatractus occidentalis                                                           |
|               |                                                                                      |

|  | Ptychatractus ligatus      |
|  |                            |
|  | Ptychatractus occidentalis |
|  |                            |